# Kraftwerk Sabón
Das Kraftwerk Sabón (spanisch Central térmica de Sabón) ist ein Gas-und-Dampf-Kombikraftwerk in der Gemeinde Arteixo, Provinz A Coruña, Spanien. Die installierte Leistung des Kraftwerks beträgt 400 MW. Es ist im Besitz von Naturgy und wird auch von Naturgy betrieben. Das Kraftwerk ging 1972 mit dem ersten Block in Betrieb; das GuD-Kraftwerk kam 2008 hinzu.

## Kraftwerksblöcke
Das Kraftwerk besteht gegenwärtig aus einem Block, der 2008 in Betrieb ging. Die folgende Tabelle gibt einen Überblick:
| Block | Einheit | Max. Leistung (MW) | Betriebsbeginn | Turbine | Generator | Dampfkessel | Status                  |
| ----- | ------- | ------------------ | -------------- | ------- | --------- | ----------- | ----------------------- |
| 1     |         | 120                | 1972           |         |           |             | Stillgelegt (seit 2010) |
| 2     |         | 350                |                |         |           |             | Stillgelegt (seit 2010) |
| 3     | 1       | 260                | 2008           | GE      | GE        | Doosan      |                         |
| 3     | 2       | 140                | 2008           | GE      | GE        |             |                         |

Die Jahreserzeugung lag 2008 bei 1,406 Mrd. kWh. Die Blöcke 1 und 2 wurden mit Schweröl betrieben. Der Schornstein des Ölkraftwerks wurde 2019 abgerissen.